# Odontopera fragilis
Odontopera fragilis là một loài bướm đêm trong họ Geometridae.